# La storia vera
La storia vera (in greco antico: Ἀληθῆ διηγήματα?, Alēthê diēghémata, propriamente Storie vere), nota anche come Una storia vera, è un'opera narrativa in due libri in forma autobiografica scritta da Luciano di Samosata con intento parodistico. È uno dei più noti e fantasiosi romanzi prodotti dalla letteratura greca, in cui è narrata l'avventura di un gruppo di persone, che, capitanate dall'autore, decidono di attraversare le Colonne d'Ercole per vivere avventure strabilianti. Luciano trasporta il lettore in un'atmosfera di fantastica parodia che permea tutto il romanzo, rinunciando ad ogni pretesa di verosimiglianza e lasciando viaggiare senza freni la sua fantasia. È il primo testo fra quelli conservati in cui viene descritto un viaggio sulla Luna.

## Trama

### Libro primo
Nel prologo Luciano afferma che racconterà una storia fantastica per rinfrescare la mente da letture più impegnative e che l'unica cosa vera del racconto è che quanto segue è tutto falso.
L'autore inizia con la descrizione del suo viaggio immaginario assieme a cinquanta compagni oltre le Colonne d'Ercole, animato come Odisseo dal desiderio di conoscere cose nuove. Subito l'equipaggio è colto da una tempesta di vento che sballotta la nave per settantanove giorni finché all'ottantesimo, al termine della tempesta, riescono a sbarcare su un'isola misteriosa. Scoprono una colonna di bronzo con un'iscrizione greca che attesta che Eracle e Dioniso hanno viaggiato fin lì e impronte di piedi giganti. Qui si imbattono in un fiume di vino dove nuotano pesci al sapore di vino e in un gruppo di esseri, che hanno forma di viti dai fianchi in giù e di donne dai fianchi in su.
Lasciata quest'isola, la nave si imbatte in un tifone e viene sollevata in aria a 3000 stadi d'altezza. Dopo otto giorni di volo finisce in «una terra vasta come un'isola, splendente e sferica e illuminata da una grande luce», la Luna. Sbarcati sulla superficie lunare, Luciano e i suoi compagni sono catturati dagli "Ippogrifi" (uomini che cavalcano enormi avvoltoi) e portati al cospetto del re selenita Endimione, che era impegnato in una guerra contro il re del Sole Fetonte per la colonizzazione di Vespero, Venere. Questa “guerra stellare”, combattuta da guerrieri improbabili come i "Caulomiceti" armati di funghi come scudi e gambi di asparagi come lance, o come gli "Psyllotoxoti" che cavalcano pulci grandi come dodici elefanti, è vinta dall'esercito del Sole. Luciano e i suoi compagni, che avevano combattuto alleati con i seleniti, sono fatti prigionieri e portati sul Sole. La loro prigionia non dura molto, e una volta liberi decidono di tornare sulla Terra nonostante Endimione cerchi di trattenerli con sé promettendogli grandi onori. Prima di riprendere la narrazione del suo viaggio Luciano dichiara di riferire «le cose nuove e straordinarie che osservai durante l'intervallo del mio soggiorno sulla Luna», iniziando una minuziosa quanto inverosimile descrizione dell'aspetto e delle abitudini dei seleniti, come l'assenza di donne e la nascita dei bambini dai polpacci degli uomini.
La nave torna sulla Terra, ma viene inghiottita da una balena di mille e cinquecento stadi di lunghezza. Al suo interno c'è un'isola abitata da fantastiche tribù: l'equipaggio le stermina tutte. Dopo un anno e nove mesi dall'apertura della bocca del mostro assistono alla battaglia tra giganti, che su isole lunghe remano come se queste fossero navi.

### Libro secondo
Luciano cerca una soluzione per uscire in mare aperto e alla fine la nave scappa attraverso la bocca aperta del mostro marino. Attraversa quindi un mare di latte, scoprono un'isola di formaggio e le Isole dei Beati, governate dal cretese Radamanto, dove l'equipaggio incontra Omero, Ulisse, Socrate, Pitagora e altri famosi personaggi defunti, mitologici e storici.
Quindi salpano e giungono presso l'isola dove vengono puniti personaggi mitici e storici, come Ctesia ed Erodoto eternamente puniti per le "menzogne" da loro narrate. Quindi giungono presso l'isola dei sogni dove rimangono trenta giorni. Dopo tre giorni giungono all'isola di Ogigia, dove consegnano una lettera a Calipso da parte di Odisseo dove spiega che avrebbe preferito rimanere con lei per poter vivere in eterno. Quindi riprendono la navigazione, giungono presso una voragine nell'Oceano profonda 1000 stadi: la superano remando faticosamente su un ponte d'acqua che unisce le due sponde e si ritrovano in un mare tranquillo. Dopo aver visto altre isole, scoprono un continente. Mentre discutono se sbarcare per poco tempo o inoltrarsi nell'entroterra, una burrasca sbatte la nave sul lido e la sfascia.
L'opera si conclude improvvisamente con la promessa di raccontare le successive avventure nei libri seguenti.

## L'intento parodico del romanzo
Fin dal prologo Luciano chiarisce i contenuti dello scritto dichiarando che in esso una cosa sola era vera: che nulla di quanto raccontato era vero.
Nonostante questa premessa la Storia vera è strutturata secondo i criteri storiografici esposti in seguito dallo stesso Luciano nel trattato Come si deve scrivere la Storia, perciò la fantastica avventura è narrata nello stile di un resoconto di viaggio realmente compiuto.

## Fonti
Si pensa che, come sostenuto già da Fozio di Costantinopoli, la narrazione di Luciano possa essere stata ispirata dal romanzo Le incredibili meraviglie al di là di Tule di Antonio Diogene, che Fozio sostiene fosse l'oggetto della parodia di Luciano.

## Influenza culturale
Essendo un precursore del tema classico del viaggio immaginario, si ritiene che La storia vera abbia influenzato la fantasia degli autori di scritti quali I viaggi di Gulliver, Ventimila leghe sotto i mari, l'Orlando Furioso e persino Le avventure di Pinocchio.